# جيم ديفيس (سياسي أمريكي، مواليد 1947)
جيم ديفيس (بالإنجليزية: Jim Davis)‏ هو سياسي أمريكي، ولد في 7 يناير 1947 في لينشبرغ في الولايات المتحدة. نشط حزبياً في الحزب الجمهوري. وقد انتخب عضو مجلس ولاية كارولاينا الشمالية.